# Сибирь (Пермский район)
Сибирь — деревня в Пермском районе Пермского края. Входит в состав Хохловского сельского поселения.

## Географическое положение
Деревня расположена в правобережной части Пермского района, на левом берегу реки Хохловка, примерно в 5,5 км к северо-западу от административного центра поселения, деревни Скобелевка.

## Население
| 2010 |
| ---- |
| 16   |

## Улицы
- Зелёная ул.
- Крутая ул.
- Рыбацкая ул.
- Светлая ул.
- Чистая ул.

## Топографические карты
- Лист карты O-40-65 Пермь. Масштаб: 1 : 100 000. Издание 1979 г.